# Opoterapia
L'opoterapia (o anche organoterapia) è un'antica terapia medica che consisteva nella somministrazione al malato, per via orale o per via ipodermica, di pozioni preparate con estratti di succhi di organi.
Con questo metodo terapeutico si intendevano curare, in particolare, insufficienze funzionali di ghiandole e altri organi, come reni e fegato, e si somministravano i succhi prelevati dall'organo o dalla ghiandola omonima di un animale. Oggi questo metodo è stato soppiantato dalla pratica dell'ormonoterapia, diffusasi con la scoperta delle secrezioni endocrine, la quale utilizza ormoni purificati o sintetici. Il termine stesso "opoterapia" è diventato sinonimo di "ormonoterapia".

## Origini
L'origine di questa terapia è antichissima e risale alle origini stesse della medicina. Essa era già nota all'epoca di Ippocrate ed aveva valenza magiche e rituali, come le primitive pratiche cannibalistiche di guerra che prevedevano, alla fine di una battaglia o di un conflitto, che i vincitori smembrassero il nemico morto e ne mangiassero le viscere per appropriarsi dei suoi pregi e caratteristiche. Secondo Tito Livio, Annibale, nei suoi tentativi d'assedio in Italia, era solito far mangiare ai suoi uomini la carne e le membra dei nemici vinti perché fossero più crudeli nei confronti dei Romani, nelle successive battaglie, oltre che per soddisfare il loro mero bisogno di cibo.
Nel 1848 il medico e omeopata tedesco Hermann pubblicò un'opera riguardante l'organoterapia che intendeva determinare la "potenza medica della sostanza degli organi nelle malattie di organi omologhi" e fu il primo ad utilizzare estratti dal fegato della volpe.